# Arturo Duque Villegas
Arturo Duque y Villegas (Antioquia, 27 novembre 1899 – Medellín, 26 luglio 1977) è stato un arcivescovo cattolico colombiano.

## Biografia
Fu ordinato presbitero in data 27 marzo 1926 (all'età di ventidue anni) dal monsignor Joaquín García y Benítez, allora arcivescovo metropolita di Medellín. Amministratore apostolico di Ibagué dal 1949, divenne vescovo della stessa sede nel 1957.
Descritto come monsignore della curia romana molto apprezzato in Colombia, il 7 luglio 1959 papa Giovanni XXIII lo nominò arcivescovo di Manizales.

## Genealogia episcopale e successione apostolica
La genealogia episcopale è:
- Cardinale Scipione Rebiba
- Cardinale Giulio Antonio Santori
- Cardinale Girolamo Bernerio, O.P.
- Arcivescovo Galeazzo Sanvitale
- Cardinale Ludovico Ludovisi
- Cardinale Luigi Caetani
- Cardinale Ulderico Carpegna
- Cardinale Paluzzo Paluzzi Altieri degli Albertoni
- Papa Benedetto XIII
- Papa Benedetto XIV
- Cardinale Enrico Enriquez
- Arcivescovo Manuel Quintano Bonifaz
- Cardinale Francisco Antonio de Lorenzana y Butrón
- Vescovo Atanasio Puyal y Poveda
- Vescovo Andrés Esteban y Gómez
- Vescovo Salvador Jiménez y Padilla
- Vescovo Jose Antonio Chaves, O.F.M.Obs.
- Vescovo Bernabé Rojas, O.P.
- Vescovo Domingo Antonio Riaño Martínez
- Arcivescovo Antonio Herrán y Zaldúa
- Arcivescovo Vicente Arbeláez Gómez
- Vescovo Ignacio Antonio Parra
- Arcivescovo José Telésphor Paúl y Vargas, S.I.
- Arcivescovo Bernardo Herrera Restrepo
- Arcivescovo Rafael Afanador y Cadena
- Arcivescovo Joaquín Garcia Benitez, C.I.M.
- Arcivescovo Arturo Duque Villegas

La successione apostolica è:
- Arcivescovo Samuel Silverio Buitrago Trujillo, C.M. (1968)